# Volksgrenadier

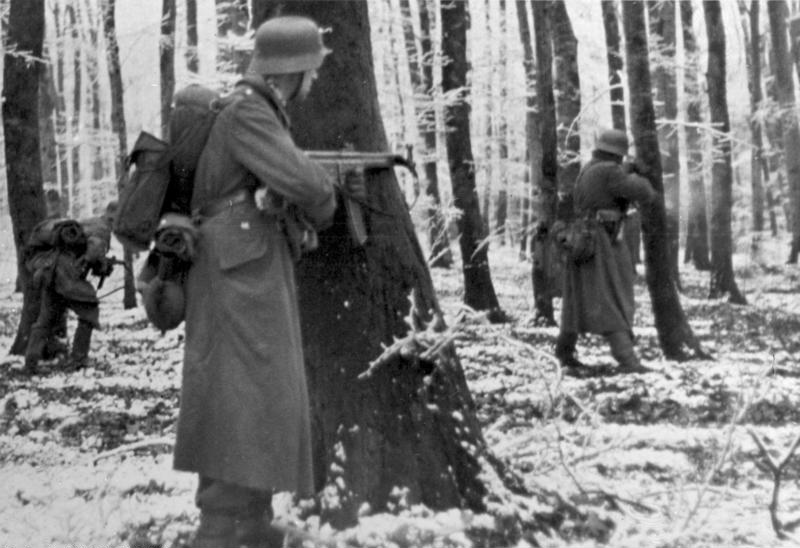
Volksgrenadiers, équipés de StG 44, combattant dans les Ardennes le 20 décembre 1944.

Volksgrenadier était le nom donné à un type de division de l'armée allemande (Wehrmacht) formée à l'automne 1944 après les  pertes du groupe d'armées Centre lors de l'opération Bagration face aux Soviétiques et de la 5e Panzer Armee face aux Alliés en Normandie.

## Contexte historique
La situation du Reich durant l'été 1944, la mise en place d'une gestion de la guerre totale, ainsi que les défaites militaires du Reich, poussent les dirigeants à prendre des mesures pour permettre au Reich de combler les pertes de l'été.
Nommé ministre plénipotentiaire à la guerre totale le 21 juillet 1944, Joseph Goebbels, déjà ministre de la propagande, dispose des moyens pour procéder à la mobilisation de la société allemande pour la guerre.
L'urgence et le manque de soldats concomitant aux pertes de la mi-1944, ont exigé la création de divisions d'infanterie basées sur la force défensive plutôt que sur la force offensive. Le nom lui-même était destiné à renforcer le moral, faisant appel à la fois au nationalisme (Volk) et aux vieilles traditions militaires (Grenadier).
Une cinquantaine de divisions ont été formées à la fin de la guerre. Ces Volksgrenadiere ou Volksgrenadier divisions ne doivent pas être confondues avec le Volkssturm, qui est une entité totalement différente.
Pour certaines unités, le nom est simplement changé. Par exemple, la 12. Infanterie-Division qui a combattu en Pologne, en France puis sur le front de l’Est avant d’être transférée à l’Ouest en septembre 1944 pour être engagée dans les combats près d’Aix la Chapelle, devient, le 9 octobre 1944 la 12. Volks-Grenadier-Division.

## Composition
Les divisions de Volksgrenadiere utilisaient seulement six bataillons d'infanterie de ligne au lieu de neuf pour les divisions d'infanterie d'avant la réforme de l'automne 1943 qui institue les divisions du type "Neue Art" à six bataillons de ligne plus un bataillon de Füsiliere qui sert à la fois d'unité de reconnaissance et de troupe de choc. Cette structure sera retenue pour la création des divisions de Volksgrenadiere bien que dans certains cas, le bataillon de Füsiliere soit réduit à une compagnie.
La division de Volksgrenadiere se décompose théoriquement de la façon suivante :

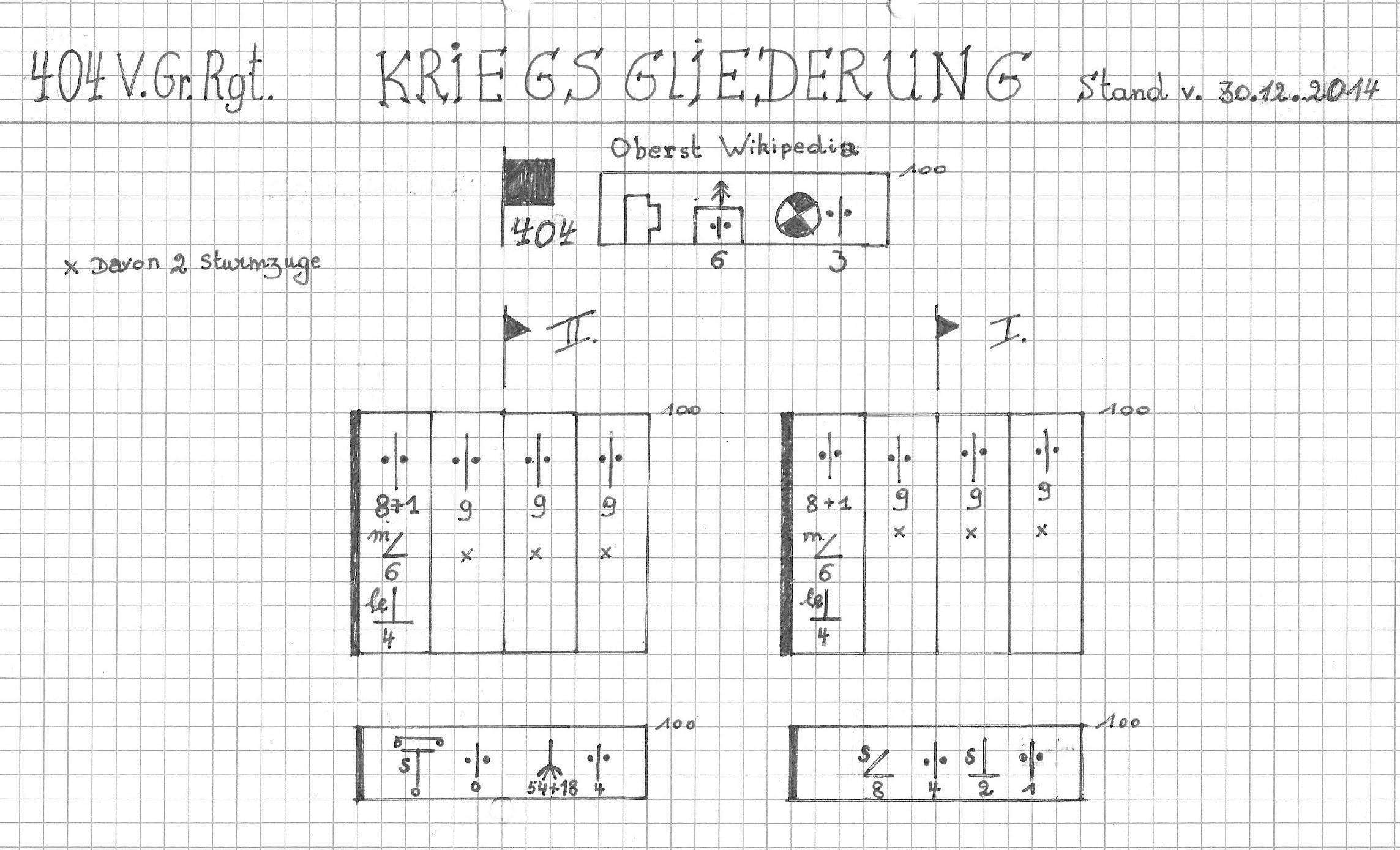
Représentation graphique du Kriegsgliederung régimentaire idéal d'un régiment de Volksgrenadiere

1. Trois régiments d'infanterie à deux bataillons chacun à trois compagnies d'assaut (théoriquement deux pelotons d'assaut à deux sections de 9 hommes entièrement équipés de fusils d'assaut plus une section équipé de deux mitrailleuses légères plus un peloton standard à trois sections de 9 hommes dotés d'une mitrailleuse légère) et une compagnie d'armes lourdes (8 mitrailleuses lourdes, 6 mortiers de 81 mm, 4 mortiers de 120 mm ou 4 canons de type leIG 18) plus une compagnie d'état major régimentaire (un peloton de transmissions, un peloton du génie, un peloton de reconnaissance équipé de vélos), une compagnie antichar (théoriquement à 12 canons antichars ou 54 Panzerschreck voire un panachage des deux) et une compagnie d'artillerie (théoriquement 6 canons de type leIg 18 et 2 canons de type SIG 33, bien que certaines divisions rassemblassent les mortiers de 120 mm dans cette compagnie et plaçaient les canons de type leIG 18 dans les compagnies lourdes des bataillons.

À droite, exemple de régiment (fictif, mais reprenant les symboles et les quantités réelles) correspondant à cette organisation : 
1. Un régiment d'artillerie à quatre bataillons (la 12e volksgrenadiere était entièrement équipée d'obusiers de 105 mm mais certaines divisions disposaient également d'obusiers de 150 mm ou de canons de 75 mm).
2. Un bataillon de Füsiliere à trois compagnies d'assaut et d'une compagnie lourde similaire aux bataillons d'infanterie.(la 12e Volksgrenadiere dispose en plus de 8 Panzerschrecke le 26 novembre 1944).
3. Un bataillon antichar (théoriquement doté d'une compagnie de chasseurs de chars à 14 engins et d'une compagnie de canons antichars tractés à 12 pièces plus une compagnie antiaérienne)
4. Un bataillon de pionnier théoriquement à trois compagnies (chaque compagnie était théoriquement dotée de deux mortiers de 81 mm, de 9 mitrailleuses légères - une par section - et 2 lourdes, de 6 lance-flammes et de Panzerschrecke)
5. Un bataillon de transmissions théoriquement à deux compagnies (une compagnie radio et une compagnie de téléphone)
6. Un bataillon de remplacement (Feldersatz) ayant un nombre variable de compagnies en fonction des disponibilités
7. Des unités d'intendance, médicales et vétérinaires

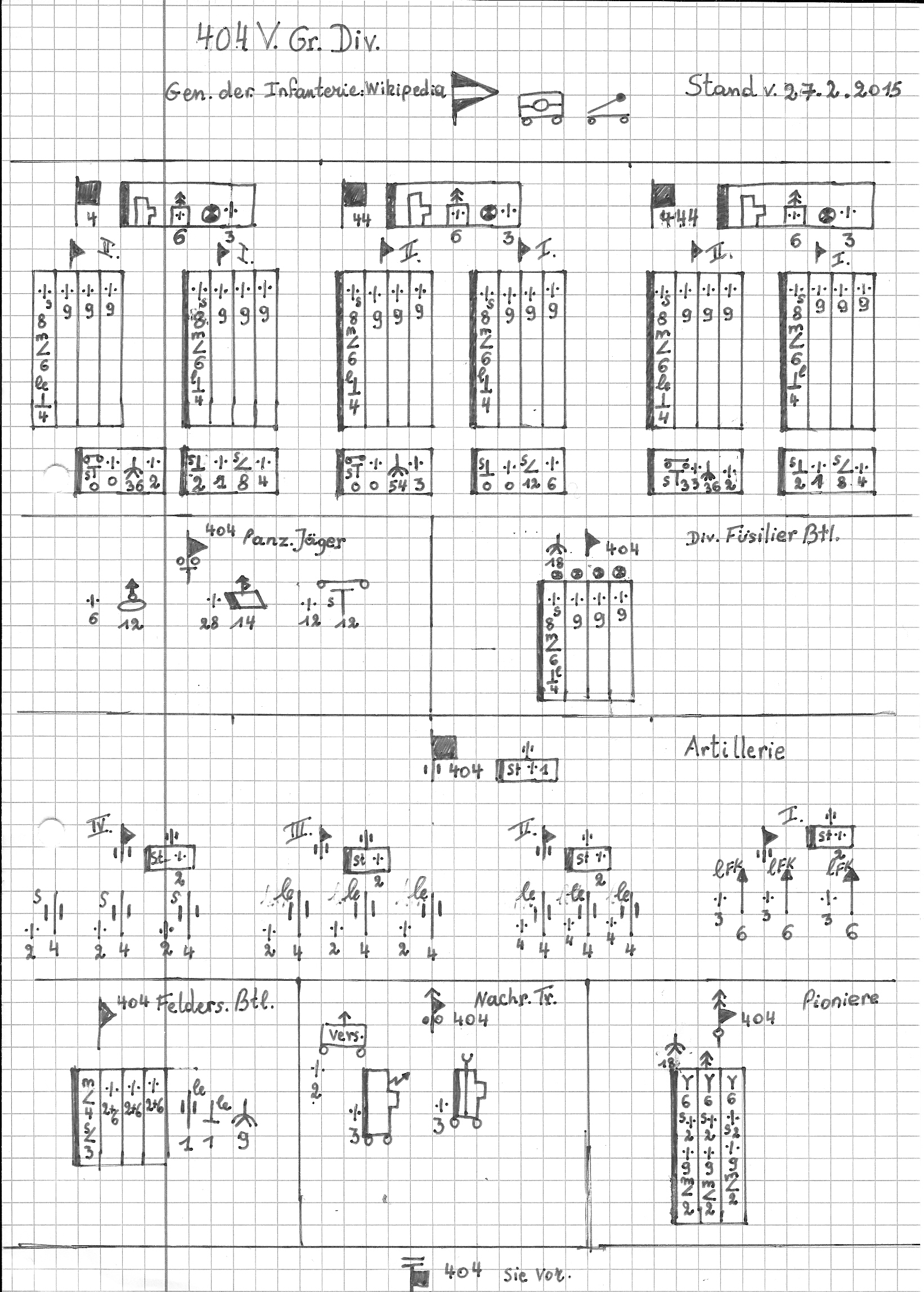
KriegsGliederung d'une division fictive mais complète (hors logistique) de Volksgrenadiere.

En pratique, les divisions sont généralement en sous-effectif plus ou moins critique et ne disposent pas toujours de tout le matériel prévu si on se réfère à la lecture des Kriegsgliedrunge dont celle de la 12e volksgrenadiere publiée dans le "Panzer voran" numéro 29 qui disposait de seulement 3 automoteurs antichars (normalement de type stug ou hetzer) au lieu des 14 prescrits et ne disposait d'aucun canon antichar tracté pour son bataillon antichar le 26 novembre 1944 ainsi que dans l'ouvrage de Nafziger sur les divisions d'infanterie allemandes durant la Seconde Guerre mondiale.

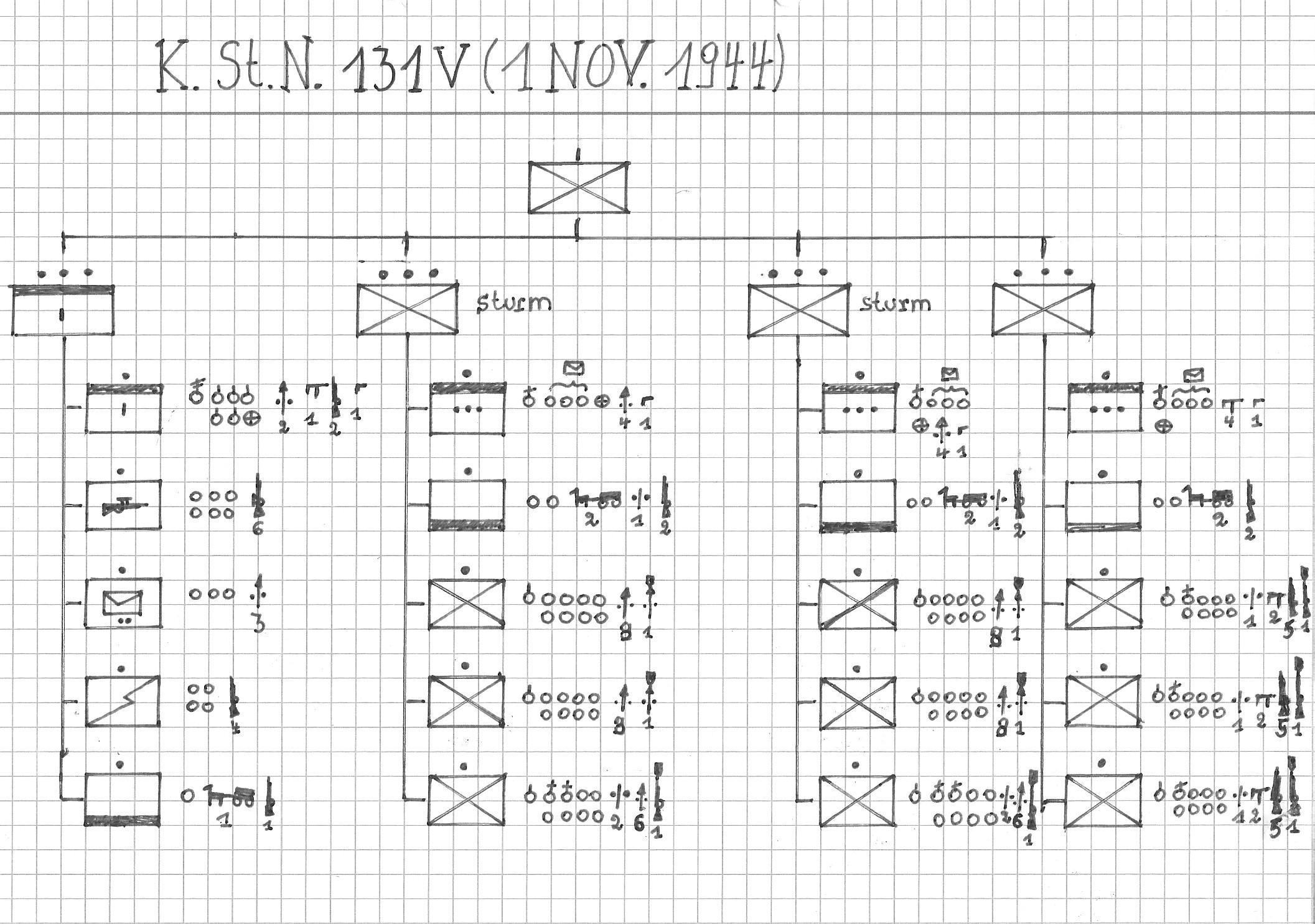
Représentation graphique du K.St.N. 131 V du premier novembre 1944

Les unités de Volksgrenadiere avaient également un pourcentage plus élevé de mitraillettes et d'armes légères automatiques, donc une puissance de feu à courte portée plus importante que dans les unités standards de l'infanterie de l'armée allemande.
Les unités étaient principalement dotées d’armes automatiques, comme le Sturmgewehr 44 équipant théoriquement deux pelotons d'assaut sur trois dans les compagnies d'infanterie ou le fusil K-98 et d’armes antichar à un coup comme le Panzerfaust, mais également de grenades à manche (appelée « presse-purée » pour sa forme), de vieux fusils et de lance-grenades.
Chacune des 9 sections (Gruppe en allemand à 9 combattants) de fantassins de chaque compagnie légère disposait en théorie d'un lance grenade (nommé schiessbecher pouvant tirer des grenades de 61 mm explosives ou antichar) monté sur un fusil ou un fusil d'assaut en plus de 4 Panzerfäuste.
Les deux pelotons d'assaut (Sturmzug en Allemand) de chaque compagnie légère disposaient théoriquement en plus d'une mitrailleuse légère en réserve ce qui fait que chaque compagnie légère disposait de 9 mitrailleuses légères de type MG42 selon l'organisation théorique reprise dans le K.St.N. 131 V du 1er novembre 1944.

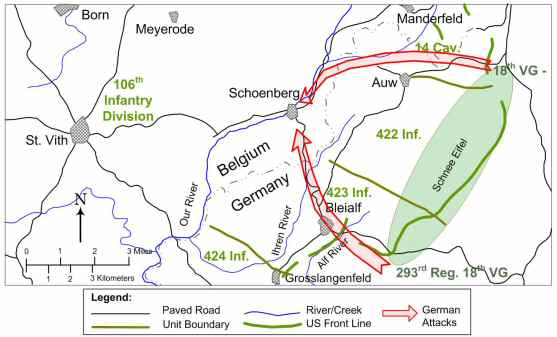
Plan de la bataille du Schnee Eifel

La valeur combative de ces divisions était variable bien que lors de la bataille des Ardennes certaines unités de volksgrenadiere aient eu une conduite remarquable notamment lorsque la 18e Volksgrenadiere encercla et fit capituler deux régiments de la 106e division américaine (alors que les effectifs des deux forces étaient similaires : 6 bataillons d'infanterie dans chaque camp plus le bataillon de Füsiliere qui tenait le front et fit diversion) dans le massif du Schnee Eifel et lors des combats très durs autour de Bastogne.
Au départ, les unités de Volksgrenadier se sont organisées autour d'officiers, sous-officiers et soldats vétérans endurcis. Puis le recrutement s’est élargi au personnel sans affectation, provenant principalement de la Kriegsmarine et de la Luftwaffe, aux soldats blessés ou convalescents, aux hommes plus âgés ou aux adolescents, exclus de la conscription en temps normal, ou plus généralement aux personnes qui auraient été réformées en temps de paix.

## Conditions de recrutement
Au mois de septembre, Goebbels, chargé des opérations de recrutement, a permis de constituer des divisions de Volksgrenadier avec 300 000 hommes, mais Hitler exige que le ratissage mis en place par Goebbels fournisse 450 000 recrues supplémentaires dans le mois qui suit. Pour satisfaire cette demande, Goebbels se voit forcé d'entrer en conflit avec Albert Speer, pour permettre le recrutement de ces soldats. De fait, il délègue le ratissage aux Gauleiter, qui s'exécutent avec zèle, malgré les réserves de Speer, dans lesquelles le ministre de l'armement tente de mettre en avant la désorganisation dont seraient victimes les industries d'armement après les ponctions opérées.

## Théâtres d'opérations
Les divisions de Volksgrenadier ont participé à la bataille de Metz, à la bataille des Ardennes, à la défense de la ligne Siegfried, et contre les Soviétiques sur le Front de l'Est, ainsi que dans les derniers combats en Allemagne. Certaines divisions ont lutté avec acharnement, car elles étaient bien formées avec des vétérans endurcis et de personnels provenant de la Kriegsmarine et de la Luftwaffe. D’autres divisions ont été jetées dans la bataille avec un minimum de formation.

## Liste des Volksgrenadier-Divisionen
| - 6e Volksgrenadier Division - 9e Volksgrenadier Division - 12e Volksgrenadier Division - 16e Volksgrenadier Division - 18e Volksgrenadier Division - 19e Volksgrenadier Division - 22e Volksgrenadier Division - 26e Volksgrenadier Division - 31e Volksgrenadier Division - 36e Volksgrenadier Division - 45e Volksgrenadier Division - 46e Volksgrenadier Division - 47e Volksgrenadier Division - 61e Volksgrenadier Division - 62e Volksgrenadier Division - 78e Volksgrenadier Division - 79e Volksgrenadier Division - 98e Volksgrenadier Division - 167e Volksgrenadier Division - 183e Volksgrenadier Division | - 211e Volksgrenadier Division - 212e Volksgrenadier Division - 246e Volksgrenadier Division - 256e Volksgrenadier Division - 257e Volksgrenadier Division - 271e Volksgrenadier Division - 272e Volksgrenadier Division - 276e Volksgrenadier Division - 277e Volksgrenadier Division - 320e Volksgrenadier Division - 326e Volksgrenadier Division - 337e Volksgrenadier Division - 340e Volksgrenadier Division - 347e Volksgrenadier Division - 349e Volksgrenadier Division - 352e Volksgrenadier Division - 361e Volksgrenadier Division - 363e Volksgrenadier Division - 462e Volksgrenadier Division - 541e Volksgrenadier Division | - 542e Volksgrenadier Division - 544e Volksgrenadier Division - 545e Volksgrenadier Division - 547e Volksgrenadier Division - 548e Volksgrenadier Division - 549e Volksgrenadier Division - 551e Volksgrenadier Division - 553e Volksgrenadier Division - 558e Volksgrenadier Division - 559e Volksgrenadier Division - 560e Volksgrenadier Division - 561e Volksgrenadier Division - 562e Volksgrenadier Division - 563e Volksgrenadier Division - 564e Volksgrenadier Division - 565e Volksgrenadier Division - 566e Volksgrenadier Division - 567e Volksgrenadier Division - 568e Volksgrenadier Division - 569e Volksgrenadier Division | - 570e Volksgrenadier Division - 571e Volksgrenadier Division - 572e Volksgrenadier Division - 573e Volksgrenadier Division - 574e Volksgrenadier Division - 575e Volksgrenadier Division - 576e Volksgrenadier Division - 577e Volksgrenadier Division - 578e Volksgrenadier Division - 579e Volksgrenadier Division - 580e Volksgrenadier Division - 581e Volksgrenadier Division - 582e Volksgrenadier Division - 583e Volksgrenadier Division - 584e Volksgrenadier Division - 585e Volksgrenadier Division - 586e Volksgrenadier Division - 587e Volksgrenadier Division - 588e Volksgrenadier Division - 708e Volksgrenadier Division |